# Casa de Cavaleiros
A Casa de Cavaleiros, ou Paço do Casal dos Cavaleiros, localiza-se em Outeiro Maior, face à autoestrada que liga Vila Nova de Famalicão a Vila do Conde, no município de Vila do Conde, distrito do Porto, em Portugal.
Está classificado como Monumento de Interesse Público desde 2013.

## História
A edificação remonta ao final do século XV, erguida por iniciativa de D. Martim Ferreira (1325 -?), que instituiu o Morgado dos Cavaleiros, junto a Guimarães.
A sua feição atual data do século XVI, quando foi reconstruída. Foi pertença dos Cavaleiros do Outeiro Maior.
Atualmente encontra-se em precário estado de conservação.
Agustina Bessa-Luís evoca tempos da sua adolescência passada em Cavaleiros no romance Antes do Degelo (uma fotografia desta casa ilustra a capa da edição original), nos Dentes de Rato e no conto O Soldado Romano. Em Dentes de Rato, chega a haver um capítulo com o título de "Os Condes de Cavaleiros".

## Características
Aparenta certa uniformidade de estilo, mormente na fachada principal, voltada a este. No primeiro andar, chamam a atenção as portas que tomam o lugar das janelas, como era uso no tempo em casas fidalgas, com grade protetora ao modo de sacada, e a porta propriamente dita, acedida por uma escadaria defendida por um corrimão de pedra. Aí ficaria o bloco mais nobre da habitação. Ainda nesta fachada, mas para norte, abria-se o mirante ou varandim, sustentado por colunas, com larga vista para os campos por onde corria o acesso principal da casa.
Sensivelmente ao centro, no rés-do-chão, larga abertura rematada em arco, na parede frontal (e também na traseira), dava para o jardim (serviria acaso de acesso às cocheiras). Aí, à direita, elevava-se a torre senhorial, muito desfigurada, mas mostrando ainda as suas paredes de imponente espessura. É ela o testemunho mais convincente do que no século XV se chamou o Palácio de Cavaleiros – mesmo que alguns trechos de parede sejam mais antigos ainda.
Os pavimentos dos andares estão hoje por terra. Ao nível do solo, abre-se uma porta bastante vulgar e ao seu lado uma fresta ou seteira. Pelo exterior norte da torre, umas escadas de feitio recente davam acesso ao primeiro piso e certamente uma escada interior levaria ao segundo.
A parte da casa que ainda avança para norte, na direcção da capela, denota também nalguns casos verdadeira antiguidade. Na capela, merece atenção a sua boa talha de recorte neoclássico a ameaçar ruína. De notar que ela seria porventura de mais avantajadas dimensões – superfície e altura – que a própria igreja paroquial, pelo que aí afluiria muita gente quer do Outeiro Maior, quer sobretudo de Corvos (Bagunte).